# Porcile (film)
Porcile è un film del 1969 diretto da Pier Paolo Pasolini. Il film, fortemente criticato, è suddiviso in due parti che si uniscono durante l'intreccio e che vogliono denunciare il potere e l'influenza negativa che hanno alcuni genitori nei confronti dei figli. Per l'incipit di ciascun episodio vengono riprese e lette delle lapidi nelle quali si parla della disobbedienza dei figli verso i genitori e delle tragiche e severe conseguenze.

## Trama
Due episodi paralleli: nel primo la storia di una famiglia borghese tedesca capeggiata da un padre nazista il cui figlio viene divorato dai maiali con cui è solito accoppiarsi, nel secondo la storia di un giovane affamato che vaga in una desolata landa vulcanica ove diverrà cannibale e al quale si aggiungeranno altri individui: verranno in seguito tutti condannati ad essere sbranati dai cani randagi.

### Episodio di Julian

Jean-Pierre Léaud in una scena del film

Durante il 1967, in una villa della Germania a Godesberg, il rampollo Julian conduce un'esistenza piatta e priva di ideali, confinato in un mondo tutto suo, senza accorgersi che sta soffocando il sentimento d'amore della sua amica Ida.
La situazione familiare si aggrava ancora di più quando il povero Julian cade in uno stato di trance allungandosi su una poltrona, rimanendo indifferente a tutto quello che gli accade intorno. Nel frattempo alla villa giungono due uomini, uno dei quali, Guenther, presenta a Klotz il signor Herdhitze, suo rivale e vecchio compagno d'armi. Klotz è inizialmente tentato di ricattare Herdhitze  dopo aver sentito da Guenther alcuni macabri retroscena circa alcuni corpi di ebrei che Herdhitze  avrebbe conservato per condurre esperimenti discutibili. Herdhitze sopraggiunge nella villa di Klotz proponendogli di entrare in società. L'uomo rifiuta ma poi è costretto a ripensarci a causa della rivelazione di Herdhitze, informato degli scabrosi rapporti di Julian con i porci.
Mentre tutto ciò sta succedendo, Julian si riprende e si decide una volta per tutte ad avere una discussione chiara e precisa con Ida, rivelandole le sue idee riguardo all'amore. Dopodiché, mentre Ida abbandona la villa per intraprendere una storia d'amore con un altro e mentre Klotz e Herdhitze formano una compagnia, Julian si dirige al porcile, facendosi divorare dai suini. La fine di Julian non viene mostrata ma raccontata in un dialogo fra Herdhitze e il giardiniere della villa, Maracchione. E visto che di Julian non è rimasto niente, Herdhitze chiede il silenzio su questa vicenda.

### Episodio del cannibale
La vicenda è ambientata nel 1500 sulle pendici dell'Etna in Sicilia, ed è totalmente muto fino alla battuta finale del protagonista. Un uomo si aggira uccidendo e mangiando insetti e piccoli animali, provando piacere e dolore allo stesso tempo. Fugge da guarnigioni di soldati, temendo di poter essere visto e si avvicina solo a cadaveri. Ben presto l'uomo comincia a non essere più soddisfatto di mangiare carne animale e vuole sperimentare la carne umana; e poco tempo dopo, vedendo la stessa guarnigione che aveva visto all'inizio del film, riesce ad attirare un soldato per poterlo uccidere. Dopo questo primo atto di cannibalismo, all'uomo si aggiungono altre persone fra cui alcune donne.
Dopo altre carneficine, la notizia delle loro scorribande giunge in un villaggio. Ben presto, i cannibali vengono circondati e catturati dagli abitanti. Poi vengono eretti dei pali ai quali verranno legati i cannibali.